# Clifford Johnson
Clifford Victor Johnson (20 de fevereiro de 1968) é um físico teórico inglês.
É professor da Universidade do Sul da Califórnia no Departamento de Física e Astronomia. Seu foco de pesquisa está na teoria das supercordas e na física de partículas, especificamente relacionados a fenômenos fortemente acoplados. Ele já trabalhou no Instituto Kavli de Física Teórica na Universidade da Califórnia, Santa Bárbara, no Instituto de Estudos Avançados e na Universidade de Princeton. Recebeu em 2005 a Medalha Maxwell do Instituto de Física, por sua notável contribuição para a teoria das cordas, gravidade quântica e sua interface com sua teoria de campo fortemente acoplado, em especial por seu trabalho na compreensão da censura de singularidades e as propriedades termodinâmicas, de quantidade de espaço-tempo. Ele recebeu o Prêmio Carreira do National Science Foundation em 1997. Em 2005, o jornal Blacks in Higher Education listou Clifford Johnson como o mais aclamado professor negro de matemática ou áreas afins em uma universidade ou faculdade americana.
Graduou-se como bacharel em Física pelo Colégio Imperial de Londres, em 1989, e completou seu Doutorado de Filosofia em Matemática e Física pela Universidade de Southampton, em 1992.
Ele também trabalha ativamente para promover a ciência junto ao público. Como parte desse esforço, ele aparece regularmente no History Channel na série The Universe e atua como consultor de ciência para o Discovery Channel. Johnson fundou o instituto African Summer Theory Institute, "que traz professores, pesquisadores e estudantes de todos os níveis juntos para uma conferência de um mês em um tópico de ciência diferente a cada ano para discutir, para a rede, para aprender".